# Черняховский комбинат хлебопродуктов
Черняховский комбинат хлебопродуктов (укр. Черняхівський комбінат хлібопродуктів) — предприятие пищевой промышленности в пгт. Черняхов Черняховского района Житомирской области.

## История
Комбинат хлебопродуктов был построен в соответствии с одиннадцатым пятилетним планом развития народного хозяйства СССР и поэтапно введён в эксплуатацию в 1984 - 1986 годы.
После провозглашения независимости Украины комбинат перешёл в ведение министерства сельского хозяйства и продовольствия Украины.
В марте 1995 года Верховная Рада Украины внесла комбинат в перечень предприятий, приватизация которых запрещена в связи с их общегосударственным значением.
После создания в августе 1996 года государственной акционерной компании "Хлеб Украины" комбинат стал дочерним предприятием ГАК "Хлеб Украины".
Летом 2006 года имела место попытка незаконно продать частной фирме недвижимое имущество КХП (мельницу, электроцех, мастерскую, железнодорожные пути и объекты незавершенного строительства) на общую сумму 7,5 млн. гривен, после чего в отношении руководства предприятия было возбуждено уголовное дело.
В ноябре 2006 года было возбуждено дело о банкротстве комбината, но в дальнейшем положение предприятия стабилизировалось.
В связи с погашением части долга ГАК "Хлеб Украины" перед Госкомрезервом Украины в октябре 2007 года было принято решение передать комбинат в ведение Госкомрезерва Украины (решение было выполнено после вступления в силу решения Высшего административного суда Украины от 11 апреля 2010 года).
Начавшийся в 2008 году экономический кризис осложнил положение КХП, но после длительного простоя 16 апреля 2009 года комбинат возобновил работу.
После создания 11 августа 2010 года Государственной продовольственно-зерновой корпорации Украины комбинат был включён в состав предприятий ГПЗКУ.
В августе 2010 года Житомирский и Черняховский КХП являлись крупнейшими производителями муки на территории Житомирской области.
К концу 2013 года хозяйственное положение предприятия оставалось неблагополучным, имелась непогашенная задолженность по заработной плате перед работниками КХП.

## Современное состояние
Территория КХП составляет 18,3 га. Основными функциями предприятия являются хранение и переработка зерновых культур (пшеницы и кукурузы), а также сои. В составе комбината - элеватор общей ёмкостью 48 тыс. тонн, стационарная зерносушилка ДСП-32, автоприём с автомобилеразгрузчиком и автомобильными весами.
Перерабатывающие мощности обеспечивают возможность приёма и отгрузки до 1500 тонн зерна автомобильным или железнодорожным транспортом. КХП способен производить до 114,5 тыс. тонн муки в год (или до 500 тонн муки в сутки), однако в эксплуатации находится только одна секция мельницы мощностью 57,3 тыс. тонн муки в год. КХП производит пшеничную муку трёх (высшего, первого и второго) сортов и манную крупу.